# Ațel
Ațel is een Roemeense gemeente in het district Sibiu.
Ațel telt 1560 inwoners.